# Resolutie 943 Veiligheidsraad Verenigde Naties
Resolutie 943 van de Veiligheidsraad van de Verenigde Naties werd aangenomen op 23 september 1994. Elf leden van de Raad stemden voor de resolutie, twee (Djibouti en Pakistan) stemden tegen en twee (Nigeria en Rwanda) onthielden zich. 
De resolutie stelde een afzwakking van de sancties tegen Servië en Montenegro voorop, als dat land zijn grens met Bosnië en Herzegovina sloot.

## Achtergrond
In 1980 overleed de Joegoslavische leider Tito, die decennialang de bindende kracht was geweest tussen de zes deelstaten van het land. Na zijn dood kende het nationalisme een sterke opmars, en in 1991 verklaarden verschillende deelstaten zich onafhankelijk. Zo ook Bosnië en Herzegovina, waar in 1992 een burgeroorlog uitbrak tussen de Bosniakken, Kroaten en Serviërs. Deze oorlog, waarbij etnische zuiveringen plaatsvonden, ging door totdat er eind 1995 met het Verdrag van Dayton vrede werd gesloten.

## Inhoud

### Waarnemingen
De Veiligheidsraad verwelkomde de beslissing van Servië en Montenegro om de voorgestelde regeling over het grondgebied van Bosnië en Herzegovina te aanvaarden, alsook de door beide straten genomen beslissing om de grens tussen beide landen te sluiten, behalve voor humanitaire hulp.

### Handelingen
De Veiligheidsraad besloot de volgende opgelegde maatregelen voor honderd dagen te schorsen in geval de grens tussen Servië en Montenegro en Bosnië en Herzegovina inderdaad door die eerste gesloten werd.
i. De restricties in verband met vliegtuigen.
ii. De restricties in verband met goederen en diensten en de veerdienst tussen Bar (Montenegro) en Bari (Italië).
iii. De maatregelen over deelname aan sportevenementen en culturele uitwisseling.
Secretaris-generaal Boutros Boutros-Ghali moest hier elke dertig dagen opnieuw verslag over uitbrengen. Indien de grens toch niet dicht zou zijn, dan zouden de geschorste maatregelen vijf dagen na het rapport opnieuw van kracht worden.

## Verwante resoluties
- Resolutie 941 Veiligheidsraad Verenigde Naties
- Resolutie 942 Veiligheidsraad Verenigde Naties
- Resolutie 947 Veiligheidsraad Verenigde Naties
- Resolutie 958 Veiligheidsraad Verenigde Naties

Lijst ·  893 ·  894 ·  895 ·  896 ·  897 ·  898 ·  899 ·  900 ·  901 ·  902 ·  903 ·  904 ·  905 ·  906 ·  907 ·  908 ·  909 ·  910 ·  911 ·  912 ·  913 ·  914 ·  915 ·  916 ·  917 ·  918 ·  919 ·  920 ·  921 ·  922 ·  923 ·  924 ·  925 ·  926 ·  927 ·  928 ·  929 ·  930 ·  931 ·  932 ·  933 ·  934 ·  935 ·  936 ·  937 ·  938 ·  939 ·  940 ·  941 ·  942 ·  943 ·  944 ·  945 ·  946 ·  947 ·  948 ·  949 ·  950 ·  951 ·  952 ·  953 ·  954 ·  955 ·  956 ·  957 ·  958 ·  959 ·  960 ·  961 ·  962 ·  963 ·  964 ·  965 ·  966 ·  967 ·  968 ·  969